# William Gunter (martyr)
Pour les articles homonymes, voir Gunter.
William Gunter né à Raglan dans le Monmouthshire au Pays de Galles à une date qui nous est inconnue et mort martyr le 28 août 1588 à Lincoln's Inn Fields à Londres est un prêtre catholique anglais arrêté et exécuté sous le règne d'Élisabeth Ire.

## Biographie
Nous ne savons presque rien sur la vie de William Gunter. Il est gallois. Sa famille semble être restée fidèle à la foi catholique. Désireux se faire prêtre il part clandestinement pour le continent et s'inscrit au collège anglais de Douai. Ordonné en 1587 il retourne en Angleterre. Dans un contexte de violente persécution anticatholique à la suite de l'échec de l'invasion espagnole par l'invincible Armada il est arrêté et sommairement jugé à Shoreditch dans la banlieue de Londres. Parce que catholique et ayant été ordonné prêtre à l'étranger il est immédiatement condamné à mort. Il sera pendu.

## Vénération
Reconnu comme un martyr catholique, il est béatifié en 15 décembre 1929 par le pape Pie XI. Vénéré par l'Église catholique il est fêté le 28 août et est compté dans la liste des Cent sept martyrs d'Angleterre et du pays de Galles. Il est connu aussi comme un des martyrs du Sussex. Dans cette liste se trouvent William Dean, Robert Morton, Hugh More, James Claxton, Thomas Felton, Thomas Holford.

## Voir également